# دايزي لاو
دايزي ريبيكا لوف (بالإنجليزية: Daisy Rebecca Lowe)‏ وهي عارضة أزياء إنجليزية ولدت في يوم 27 يناير 1989 في لندن عاصمة المملكة المتحدة وهي ابنة المغني بيرل لوف ذي الأصل اليهودي الروسي وقد ظهرت في كليب لفرقة بوش.

## روابط خارجية
- دايزي لاو على موقع IMDb (الإنجليزية)
- دايزي لاو على موقع ألو سيني (الفرنسية)
- دايزي لاو على موقع ميوزك برينز (الإنجليزية)
- دايزي لاو على موقع أول موفي (الإنجليزية)
- دايزي لاو على موقع قاعدة بيانات الفيلم (الإنجليزية)
- دايزي لاو على موقع كينوبويسك (الروسية)
- دايزي لاو على موقع دليل عارضات الأزياء (الإنجليزية)